# José Antonio Pérez Boudón
José Antonio Pérez Boudón (Gijón, 18 de maig de 1943) fou un futbolista espanyol de la dècada de 1960.

## Trajectòria
Es formà als clubs Calzada, Atlántico i Universidad Laboral de Gijón, fins que la temporada 1960-61 fou fitxat pel Reial Oviedo, essent cedit al CF Langreano a tercera divisió. Jugà durant vuit temporades al club d'Oviedo, arribant a ser-ne capità, cinc d'aquestes temporades a primera divisió. Durant la temporada 1965-66 fou cedit al RCD Espanyol, però no arribà a disputar cap partit de lliga. Els darrers anys de la seva carrera els jugà a tercera divisió, a la UP Langreo, UD Gijón Industrial i Real Avilés.